# Marc de Saint Moulin
Pour les articles homonymes, voir de Saint Moulin.
Marc de Saint Moulin, né le 22 avril 1957 à Ath, est un homme politique belge, membre du Parti socialiste.
Il a poursuivi des études secondaires à l'Athénée Royal Jules Bordet de Soignies et ensuite des études d'assistant social à l'Ecole Ouvrière Socialiste à Bruxelles; assistant social aux Mutualités socialistes (1979); président de l'Agence immobilière sociale.

## Carrière politique
Succédant à Jean-Michel Maes, il devient bourgmestre de Soignies en 2001, fonction qu'il occupera jusqu'au 27/12/2017, où il cède le mayorat à sa seconde échevine Fabienne Winckel et quitte le conseil communal pour "une pause carrière de 10 mois".

## Mandats politiques
- 1983 - 27/12/2017 : conseiller communal de la commune de Soignies ;
- 1989 - 2000 : échevin des Affaires sociales et la Jeunesse et aux Sports (dès 1993) de la commune de Soignies ;
- 25/04/2000 - 25/05/2014 : député au Parlement de Wallonie et au Parlement de la Communauté française de Belgique (initialement en suppléance de Willy Taminiaux) ;
- 2001 - 27/12/2017 : bourgmestre de la commune de  Soignies.